# Copa Intercontinental 1967
La Copa Intercontinental 1967 fue la octava edición del torneo internacional organizado conjuntamente por la Conmebol y la UEFA, con el objetivo de determinar al campeón mundial de clubes. Enfrentó a Racing Club de Argentina, campeón de la Copa Libertadores 1967, y Celtic de Escocia, campeón de la Copa de Europa 1966-67. Ambos se enfrentaron en doble partido, a ida y vuelta. Por quedar igualados en puntos y diferencia de goles, debieron definir al campeón en un tercer partido.
El partido de ida se jugó el 18 de octubre en Glasgow, Escocia. Este finalizó 1–0 a favor del Celtic, cuyo gol fue convertido por Billy McNeill. El de vuelta, se jugó el 1 de noviembre en Avellaneda, Argentina, y finalizó 2–1 a favor de Racing Club. Para el local, los goles fueron convertidos por Norberto Raffo y Juan Carlos Cárdenas, mientras que Tommy Gemmell descontó para la visita.  
Al quedar igualados en puntos y en diferencia de goles, se disputó un tercer partido en Montevideo, Uruguay, siendo la cuarta final de la Copa Intercontinental que se definía en cancha neutral. Este encuentro fue conocido como la «Batalla de Montevideo», por el nivel deslucido y exacerbado de violencia que imperó en el mismo, y finalizó 1–0 a favor de Racing Club, que se convirtió en el primer equipo argentino en ganar la competición. El gol fue convertido por Juan Carlos Cárdenas. 

## Clubes clasificados
| UEFA (Europa)         |  | Celtic      |  | Campeón de la Copa de Campeones de Europa (1966-67) |
| Conmebol (Sudamérica) |  | Racing Club |  | Campeón de la Copa Libertadores de América (1967)   |

## Sedes
| Glasgow                         | Avellaneda                      | Montevideo                     |
| ------------------------------- | ------------------------------- | ------------------------------ |
| Hampden Park                    | Estadio El Cilindro             | Estadio Centenario             |
| Capacidad: 127 621 espectadores | Capacidad: 120 000 espectadores | Capacidad: 74 860 espectadores |
|                                 |                                 |                                |

## Ida
El partido de ida se jugó el 18 de octubre de 1967 en el Hampden Park de Glasgow. El delantero del Racing Club Humberto Maschio estaba técnicamente suspendido, pero como la Copa Intercontinental no estaba sancionada por la FIFA , los argentinos optaron por jugarlo de todos modos. El técnico del Celtic, Jock Stein, se negó a protestar por esto, afirmando que el Celtic deseaba jugar contra los «mejores jugadores que Racing podría poner en el campo». El extremo del Celtic, Jimmy Johnstone, estaba en una posición similar para el partido de vuelta en Argentina, pero la SFA insistió en que no jugara ese partido. El técnico de Racing Club, Juan José Pizzuti, sin embargo, declaró públicamente que no veía ninguna razón por la que Johnstone no debería jugar. En el partido, Stein ignoró la SFA y jugó con Johnstone en los tres juegos.
Jock Stein alineó en gran parte al mismo equipo que ganó la Copa de Europa en mayo de 1967, con el único cambio de que John Hughes reemplazó a Stevie Chalmers en la línea delantera. Racing Club también alineó prácticamente al mismo equipo que ganó la Copa Libertadores, con Juan José Rodríguez tomando el lugar de João Cardoso en la alineación contra el Celtic en Hampden Park.
Los locales se impusieron por 1 a 0 con gol de Billy McNeill. Tras el gol el juego se vio empañado por el incesante juego rudo entre los jugadores de ambos equipos. El periódico deportivo español Marca elogió la defensa del Racing Club y su éxito en sofocar en gran medida el juego de ataque del Celtic. La Gazzeta dello Sport fue más crítica con el conjunto escocés, afirmando que la victoria de los escoceses en la noche «no encantó a nadie» y que el Celtic tuvo «suerte» de derrotar al Racing Club.
| 18 de octubre, 20:00 (UTC+1) | Celtic      | 1:0 (0:0) | Racing Club | Hampden Park, Glasgow                                        |                                                              |
|                              | McNeill 69' | Reporte   |             | Asistencia: 83 437 espectadores Árbitro(s): Juan Gardeazábal | Asistencia: 83 437 espectadores Árbitro(s): Juan Gardeazábal |

### Detalle del partido
| 1          | Guardameta     | Ronnie Simpson  |  |
| 2          | Defensa        | Jim Craig       |  |
| 5          | Defensa        | Billy McNeill   |  |
| 6          | Defensa        | John Clark      |  |
| 3          | Defensa        | Tommy Gemmell   |  |
| 4          | Centrocampista | Bobby Murdoch   |  |
| 10         | Centrocampista | Bertie Auld     |  |
| 7          | Centrocampista | Jimmy Johnstone |  |
| 8          | Delantero      | Willie Wallace  |  |
| 9          | Delantero      | John Hughes     |  |
| 11         | Delantero      | Bobby Lennox    |  |
| Entrenador | Entrenador     | Jock Stein      |  |

| 1          | Guardameta     | Agustín Cejas        |  |
| 4          | Defensa        | Oscar Martín         |  |
| 2          | Defensa        | Roberto Perfumo      |  |
| 6          | Defensa        | Alfio Basile         |  |
| 3          | Defensa        | Rubén Díaz           |  |
| 7          | Centrocampista | Juan Carlos Rulli    |  |
| 5          | Centrocampista | Miguel Mori          |  |
| 8          | Centrocampista | Humberto Maschio     |  |
| 11         | Delantero      | Norberto Raffo       |  |
| 9          | Delantero      | Juan Carlos Cárdenas |  |
| 10         | Delantero      | Juan José Rodríguez  |  |
| Entrenador | Entrenador     | Juan José Pizzuti    |  |

|  | 69' | Billy McNeill | 1-0 |

| Árbitro | Juan Gardeazábal |

| 1          | Guardameta     | Ronnie Simpson  |  |
| 2          | Defensa        | Jim Craig       |  |
| 5          | Defensa        | Billy McNeill   |  |
| 6          | Defensa        | John Clark      |  |
| 3          | Defensa        | Tommy Gemmell   |  |
| 4          | Centrocampista | Bobby Murdoch   |  |
| 10         | Centrocampista | Bertie Auld     |  |
| 7          | Centrocampista | Jimmy Johnstone |  |
| 8          | Delantero      | Willie Wallace  |  |
| 9          | Delantero      | John Hughes     |  |
| 11         | Delantero      | Bobby Lennox    |  |
| Entrenador | Entrenador     | Jock Stein      |  |

| 1          | Guardameta     | Agustín Cejas        |  |
| 4          | Defensa        | Oscar Martín         |  |
| 2          | Defensa        | Roberto Perfumo      |  |
| 6          | Defensa        | Alfio Basile         |  |
| 3          | Defensa        | Rubén Díaz           |  |
| 7          | Centrocampista | Juan Carlos Rulli    |  |
| 5          | Centrocampista | Miguel Mori          |  |
| 8          | Centrocampista | Humberto Maschio     |  |
| 11         | Delantero      | Norberto Raffo       |  |
| 9          | Delantero      | Juan Carlos Cárdenas |  |
| 10         | Delantero      | Juan José Rodríguez  |  |
| Entrenador | Entrenador     | Juan José Pizzuti    |  |

|  | 69' | Billy McNeill | 1-0 |

| Árbitro | Juan Gardeazábal |

## Vuelta

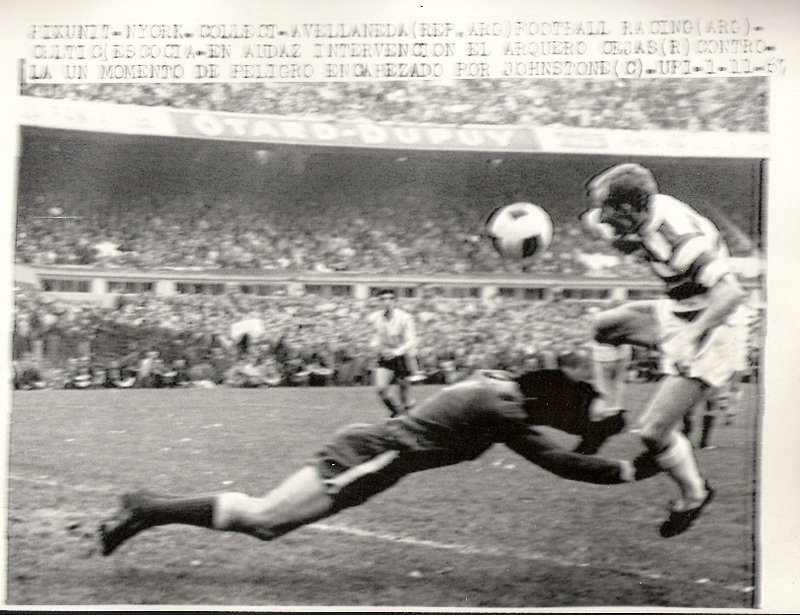
Agustín Cejas derriba a Jimmy Johnstone, provocando penal para el Celtic. Posteriormente, Tommy Gemmell transformaría esta oportunidad en gol para la visita.

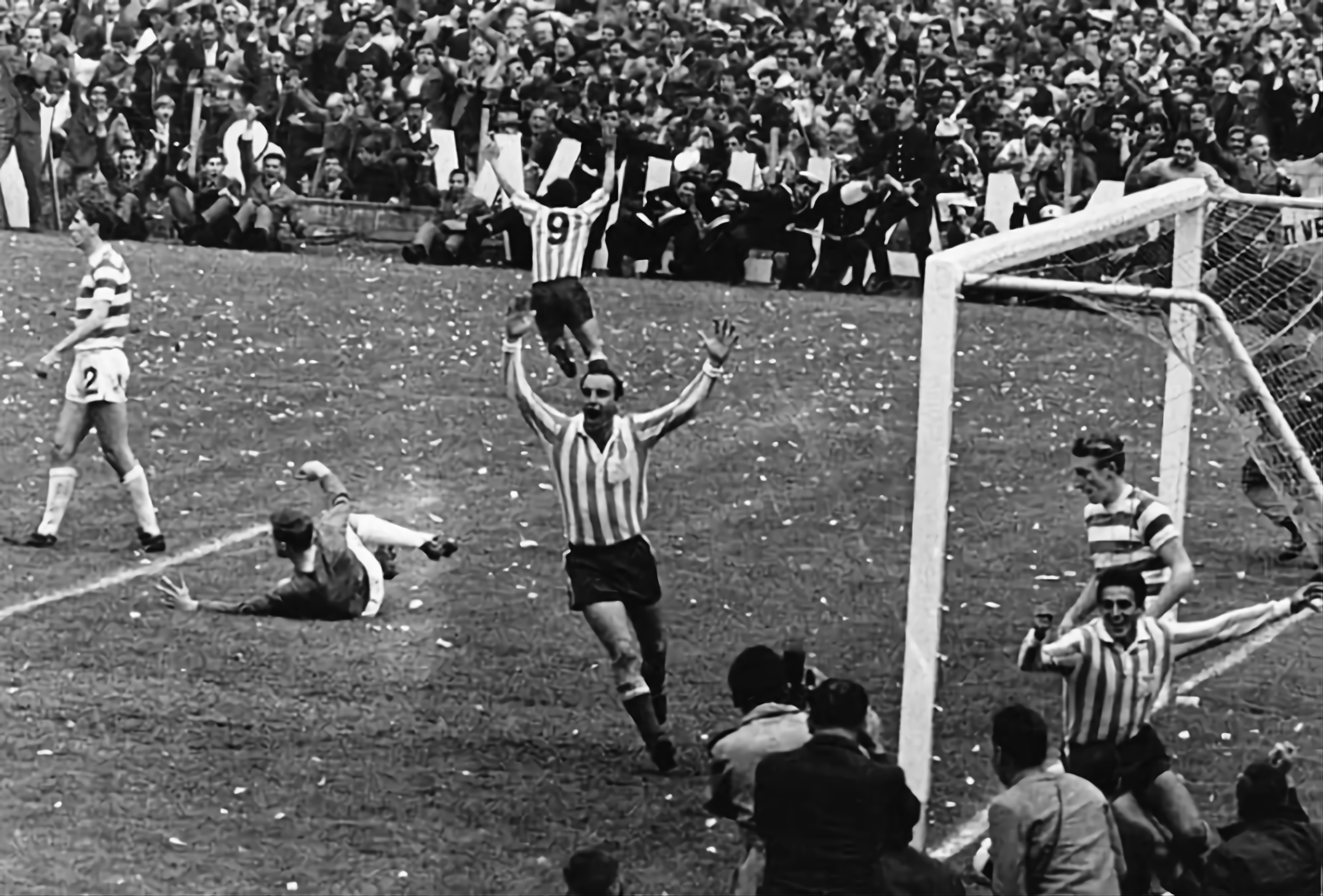
Secuencia del gol de Juan Carlos Cárdenas para Racing Club.

El partido de vuelta se jugó el 1 de noviembre de 1967 en el estadio Presidente Perón de Avellaneda. El encuentro obtuvo el récord de ser el partido con mayor recaudación de público y, por consiguiente, con más espectadores en la historia del fútbol argentino.
En el período previo al partido de vuelta, Racing Club se encontraba en una mala forma. El club había perdido cuatro partidos consecutivos (incluido el partido de ida en Escocia) y no logró marcar en ninguno de ellos. El defensor Miguel Mori sufrió una reacción alérgica a una inyección analgésica y fue descartado para el encuentro.
El partido de vuelta en Avellaneda fue la primera vez que el Celtic cruzó el ecuador,  y el viaje comprendió un vuelo de 20 horas desde Escocia. El capitán del Celtic, Billy McNeill, describió la bienvenida inicial del Celtic en Argentina como muy cálida y amigable. Sin embargo, en el momento del partido, la multitud en el Cilindro era considerablemente más hostil, y McNeill describió más tarde la recepción de la hinchada como «nada menos que horrible».
En medio de una atmósfera volátil en el estadio, los problemas estallaron incluso antes del inicio. Cuando el arquero del Celtic, Ronnie Simpson, se  alineaba en la portería, un objeto lanzado desde la grada lo golpeó en la cabeza, lo cual lo quedó muy aturdido y tuvo que ser sustituido por el suplente John Fallon. Simpson creyó que lo había golpeado una botella, pero otros dijeron que fue una piedra disparada desde una catapulta.
Cuando finalmente comenzó el partido, Racing Club abandonó su juego defensivo del partido de ida y presionó hacia adelante para marcar un gol tempranero. João Cardoso forzó una parada de John Fallon. El Celtic también atacó y Johnstone cabeceó el balón hacia la portería solo para que fuera anulado por fuera de juego. El Celtic tomó la delantera en 22 minutos después de que el arquero Mario Agustín Cejas derribara a Johnstone en el área de penalti. Tommy Gemmell ejecutó el penalti y marcó, a pesar de los esfuerzos de una decena de fotógrafos de prensa argentinos que habían invadido el terreno de juego y le gesticulaban para distraerlo. Sin embargo, Racing Club se recuperó y empató en el minuto 34 con un gol fino; Norberto Raffo remató de cabeza a Fallon tras un centro de Humberto Maschio.
Racing Club se adelantó al inicio del segundo tiempo; Juan Carlos Cárdenas aprovechó un pase de Juan Carlos Rulli y superó a Fallon. Después de eso, Racing Club tomó el control del partido; ralentizando el ritmo y defendiendo hábilmente contra los cada vez más débiles ataques del Celtic.
A pesar del caos inicial por la lesión de Simpson, Celtic jugó con mejor espíritu que el partido de ida, en gran parte gracias al firme arbitraje del árbitro uruguayo Esteban Marino, según lo hizo notar el periódico deportivo portugués A Bola, el cual resaltó que «estaba más familiarizado con el trato con las payasadas de los argentinos».
Después del partido, el vestuario escocés fue invadido por fanáticos argentinos y estalló una batalla entre fanáticos argentinos y uruguayos (que habían viajado a Buenos Aires para apoyar al Celtic) afuera del estadio.
Cada vez más enojado por los acontecimientos dentro y fuera del campo, el técnico del Celtic, Jock Stein, dijo a los periodistas: «Nosotros no queremos ir a Montevideo ni a ningún otro lugar de Sudamérica para un tercer partido. Pero sabemos que tenemos que hacerlo».
| 1 de noviembre, 16:45 (UTC-3) | Racing Club              | 2:1 (1:1) | Celtic             | Estadio El Cilindro, Avellaneda                                                        |                                                                                        |
|                               | Raffo 33' · Cárdenas 48' | Reporte   | Gemmell 21' (pen.) | Entradas vendidas: 90 789 Asistencia: ≈120 000 espectadores Árbitro(s): Esteban Marino | Entradas vendidas: 90 789 Asistencia: ≈120 000 espectadores Árbitro(s): Esteban Marino |

### Detalle del partido
| 1          | Guardameta     | Agustín Cejas        |  |
| 4          | Defensa        | Oscar Martín         |  |
| 2          | Defensa        | Roberto Perfumo      |  |
| 6          | Defensa        | Alfio Basile         |  |
| 3          | Defensa        | Nelson Chabay        |  |
| 5          | Centrocampista | Juan Carlos Rulli    |  |
| 7          | Centrocampista | João Cardoso         |  |
| 8          | Centrocampista | Humberto Maschio     |  |
| 11         | Delantero      | Norberto Raffo       |  |
| 9          | Delantero      | Juan Carlos Cárdenas |  |
| 10         | Delantero      | Juan José Rodríguez  |  |
| Entrenador | Entrenador     | Juan José Pizzuti    |  |

| 12         | Guardameta     | John Fallon     |  |
| 2          | Defensa        | Jim Craig       |  |
| 5          | Defensa        | Billy McNeill   |  |
| 6          | Defensa        | John Clark      |  |
| 3          | Defensa        | Tommy Gemmell   |  |
| 4          | Centrocampista | Bobby Murdoch   |  |
| 8          | Centrocampista | Willie Wallace  |  |
| 7          | Centrocampista | Jimmy Johnstone |  |
| 10         | Delantero      | Willie O'Neill  |  |
| 9          | Delantero      | Stevie Chalmers |  |
| 11         | Delantero      | Bobby Lennox    |  |
| Entrenador | Entrenador     | Jock Stein      |  |

|  | 33' | Norberto Raffo       | 1-1 |
|  | 48' | Juan Carlos Cárdenas | 2-1 |

|  | 21' (pen.) | Tommy Gemmell | 0-1 |

| Árbitro             | Esteban Marino   |
| Árbitros asistentes | Alberto Boullosa |
|                     | Pablo Vago       |

| 1          | Guardameta     | Agustín Cejas        |  |
| 4          | Defensa        | Oscar Martín         |  |
| 2          | Defensa        | Roberto Perfumo      |  |
| 6          | Defensa        | Alfio Basile         |  |
| 3          | Defensa        | Nelson Chabay        |  |
| 5          | Centrocampista | Juan Carlos Rulli    |  |
| 7          | Centrocampista | João Cardoso         |  |
| 8          | Centrocampista | Humberto Maschio     |  |
| 11         | Delantero      | Norberto Raffo       |  |
| 9          | Delantero      | Juan Carlos Cárdenas |  |
| 10         | Delantero      | Juan José Rodríguez  |  |
| Entrenador | Entrenador     | Juan José Pizzuti    |  |

| 12         | Guardameta     | John Fallon     |  |
| 2          | Defensa        | Jim Craig       |  |
| 5          | Defensa        | Billy McNeill   |  |
| 6          | Defensa        | John Clark      |  |
| 3          | Defensa        | Tommy Gemmell   |  |
| 4          | Centrocampista | Bobby Murdoch   |  |
| 8          | Centrocampista | Willie Wallace  |  |
| 7          | Centrocampista | Jimmy Johnstone |  |
| 10         | Delantero      | Willie O'Neill  |  |
| 9          | Delantero      | Stevie Chalmers |  |
| 11         | Delantero      | Bobby Lennox    |  |
| Entrenador | Entrenador     | Jock Stein      |  |

|  | 33' | Norberto Raffo       | 1-1 |
|  | 48' | Juan Carlos Cárdenas | 2-1 |

|  | 21' (pen.) | Tommy Gemmell | 0-1 |

| Árbitro             | Esteban Marino   |
| Árbitros asistentes | Alberto Boullosa |
|                     | Pablo Vago       |

## Desempate

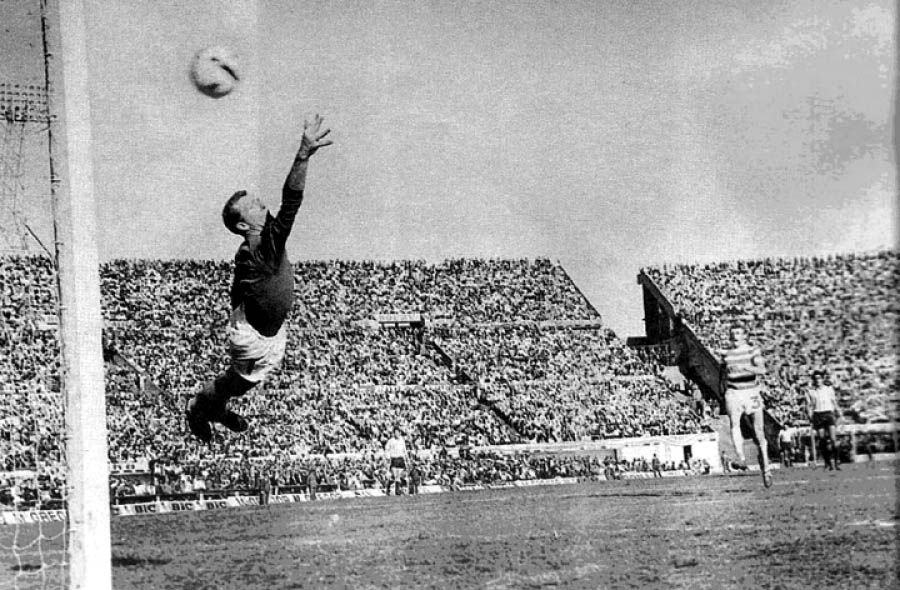
El zapatazo de Juan Carlos Cárdenas.

El partido de desempate se jugó el 4 de noviembre en el estadio Centenario de Montevideo. De los tres partidos, este fue el más áspero y duro. Fue conocido como «la Batalla de Montevideo» debido a la incesante violencia que hubo en el campo de juego. En las gradas se podía apreciar un público con mayoría neutral, aunque después estos tomaron partido por el Celtic.
En el encuentro, fueron expulsados cinco jugadores, repartidos en dos para Racing y tres para Celtic. Tuvo que intervenir la policía antidisturbios uruguaya en numerosas ocasiones debido a las peleas que tenían los jugadores y el partido fue demorado por el árbitro Rodolfo Pérez Osorio.
A pesar de la violencia visible en el campo de juego, el equipo argentino logró tomar la ventaja gracias a un zapatazo del jugador Juan Carlos Cárdenas y se consagró, de esta forma, como el primer equipo argentino campeón del mundo.
| 4 de noviembre, 15:50 (UTC-3) | Racing Club | 1:0 (0:0) | Celtic | Estadio Centenario, Montevideo                                   |                                                                  |
|                               | Cárdenas    | Reporte   |        | Asistencia: 70 152 espectadores Árbitro(s): Rodolfo Pérez Osorio | Asistencia: 70 152 espectadores Árbitro(s): Rodolfo Pérez Osorio |

### Detalle del partido
| 1          | Guardameta     | Agustín Cejas        |  |
| 4          | Defensa        | Oscar Martín         |  |
| 2          | Defensa        | Roberto Perfumo      |  |
| 6          | Defensa        | Alfio Basile         |  |
| 3          | Defensa        | Nelson Chabay        |  |
| 5          | Centrocampista | Juan Carlos Rulli    |  |
| 7          | Centrocampista | João Cardoso         |  |
| 8          | Centrocampista | Humberto Maschio     |  |
| 11         | Delantero      | Norberto Raffo       |  |
| 9          | Delantero      | Juan Carlos Cárdenas |  |
| 10         | Delantero      | Juan José Rodríguez  |  |
| Entrenador | Entrenador     | Juan José Pizzuti    |  |

| 12         | Guardameta     | John Fallon     |  |
| 2          | Defensa        | Jim Craig       |  |
| 5          | Defensa        | Billy McNeill   |  |
| 6          | Defensa        | John Clark      |  |
| 3          | Defensa        | Tommy Gemmell   |  |
| 4          | Centrocampista | Bobby Murdoch   |  |
| 10         | Centrocampista | Bertie Auld     |  |
| 7          | Centrocampista | Jimmy Johnstone |  |
| 8          | Delantero      | Willie Wallace  |  |
| 9          | Delantero      | John Hughes     |  |
| 11         | Delantero      | Bobby Lennox    |  |
| Entrenador | Entrenador     | Jock Stein      |  |

|  | 56' | Juan Carlos Cárdenas | 1-0 |

| Árbitro             | Rodolfo Pérez Osorio |
| Árbitros asistentes | Isidro Ramírez       |
|                     | Salvador Valenzuela  |

| 1          | Guardameta     | Agustín Cejas        |  |
| 4          | Defensa        | Oscar Martín         |  |
| 2          | Defensa        | Roberto Perfumo      |  |
| 6          | Defensa        | Alfio Basile         |  |
| 3          | Defensa        | Nelson Chabay        |  |
| 5          | Centrocampista | Juan Carlos Rulli    |  |
| 7          | Centrocampista | João Cardoso         |  |
| 8          | Centrocampista | Humberto Maschio     |  |
| 11         | Delantero      | Norberto Raffo       |  |
| 9          | Delantero      | Juan Carlos Cárdenas |  |
| 10         | Delantero      | Juan José Rodríguez  |  |
| Entrenador | Entrenador     | Juan José Pizzuti    |  |

| 12         | Guardameta     | John Fallon     |  |
| 2          | Defensa        | Jim Craig       |  |
| 5          | Defensa        | Billy McNeill   |  |
| 6          | Defensa        | John Clark      |  |
| 3          | Defensa        | Tommy Gemmell   |  |
| 4          | Centrocampista | Bobby Murdoch   |  |
| 10         | Centrocampista | Bertie Auld     |  |
| 7          | Centrocampista | Jimmy Johnstone |  |
| 8          | Delantero      | Willie Wallace  |  |
| 9          | Delantero      | John Hughes     |  |
| 11         | Delantero      | Bobby Lennox    |  |
| Entrenador | Entrenador     | Jock Stein      |  |

|  | 56' | Juan Carlos Cárdenas | 1-0 |

| Árbitro             | Rodolfo Pérez Osorio |
| Árbitros asistentes | Isidro Ramírez       |
|                     | Salvador Valenzuela  |

|                                                   |
| \| \| \| \| \| Campeón Racing Club 1.er título \| |
|                                                   |
|                                                   |
| Campeón Racing Club 1.er título                   |

## Estadísticas

### Goleadores
| Jugador              | Club        | Goles |
| -------------------- | ----------- | ----- |
| Juan Carlos Cárdenas | Racing Club | 2     |
| Norberto Raffo       | Racing Club | 1     |
| Tommy Gemmell        | Celtic      | 1     |
| Billy McNeill        | Celtic      | 1     |

## Galería de imágenes
|                                                             |
| Vuelta: aproximadamente 120 000 espectadores en Avellaneda. |

|                                                                                      |
| Vuelta: el automovilista Juan Manuel Fangio entre el público presente en Avellaneda. |

|                                                                   |
| Vuelta: Billy McNeill (C) saliendo sorprendido al campo de juego. |

| |
| Vuelta: Norberto Raffo, Humberto Maschio y Juan Carlos Rulli (RC) salen ovacionados al campo de juego. |

| |
| Vuelta: el Equipo de José (RC). Arriba: Agustín Cejas, Alfio Basile, Roberto Perfumo, Oscar Martín, Nelson Chabay y Juan Carlos Rulli. Abajo: João Cardoso, Humberto Maschio, Juan Carlos Cárdenas, Juan José Rodríguez y Norberto Raffo. |

|                                                                |
| Vuelta: saludo entre Bobby Murdoch (C) y Roberto Perfumo (RC). |

| |
| Vuelta: los capitanes Billy McNeill (C) y Oscar Martín (RC)) dan inicio al partido. Observa la terna uruguaya de árbitros: Esteban Marino y Alberto Boullosa. |

| |
| Vuelta: Jimmy Johnstone y Willie Wallace asisten a Ronnie Simpson (C), quien recibió el disparo de un objeto. |

| |
| Vuelta: Ronnie Simpson es retirado del campo por Neil Mochan (C) tras ser golpeado por un objeto lanzado desde la multitud. |

| |
| Vuelta: Jimmy Johnstone y Willie Wallace intentan tranquilizar a Jock Stein (C), quien arremetió contra los árbitros. |

|                                                        |
| Vuelta: John Fallon reemplazando a Ronnie Simpson (C). |

| |
| Vuelta: Centro de Racing Club que culmina en las manos del arquero John Fallon (C), pese al salto de Norberto Raffo y João Cardoso (RC). |

|                                                                       |
| Vuelta: Humberto Maschio festeja el gol de Juan Carlos Cárdenas (RC). |

|                                                                                             |
| Vuelta: Jock Stein (C) observando la victoria de su adversario en el diario porteño Crónica |

|                                                           |
| Final: Juan Carlos Cárdenas con la Copa Intercontinental. |